# Salurner Klause

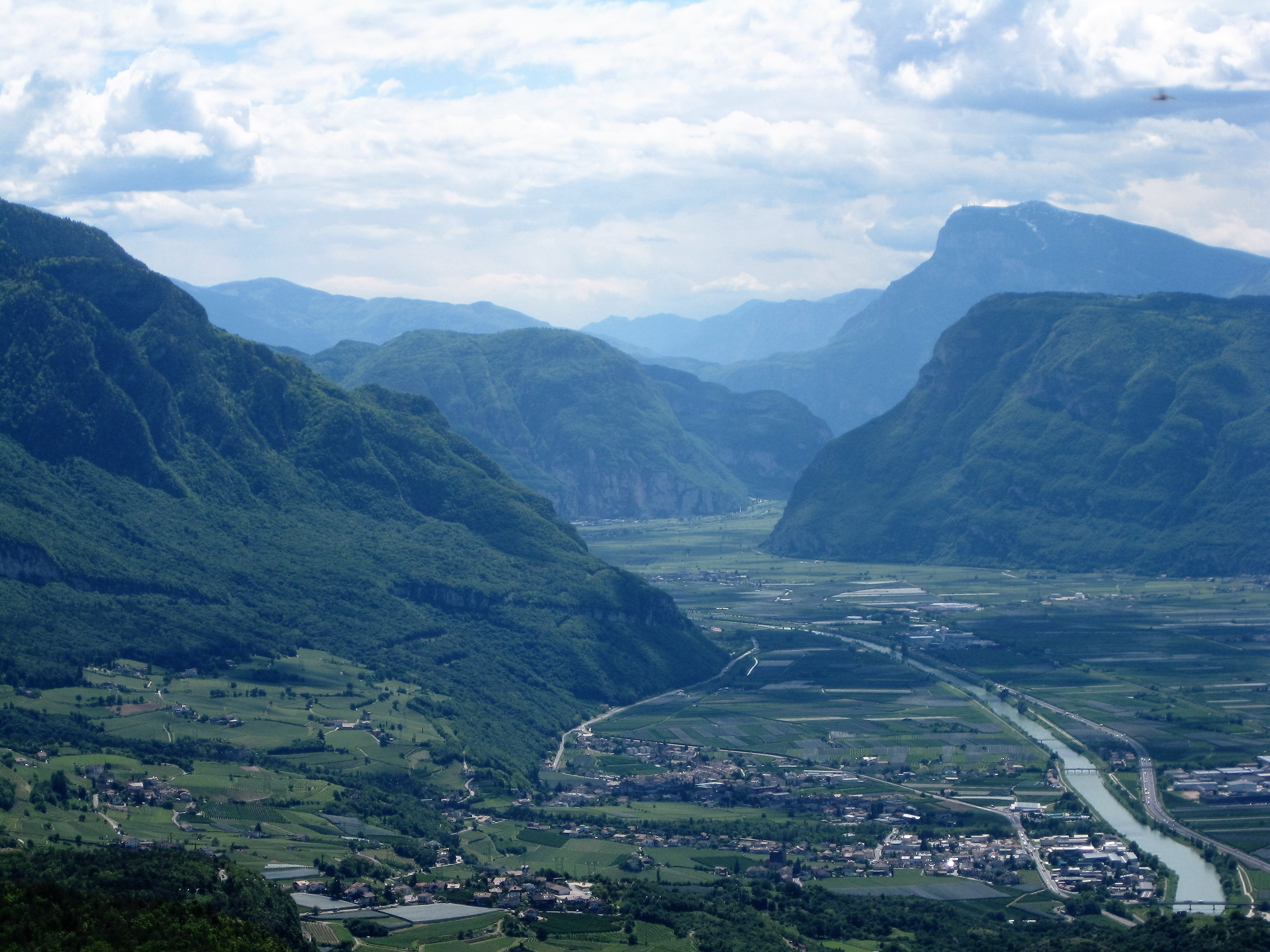
Die Salurner Klause von Norden gesehen

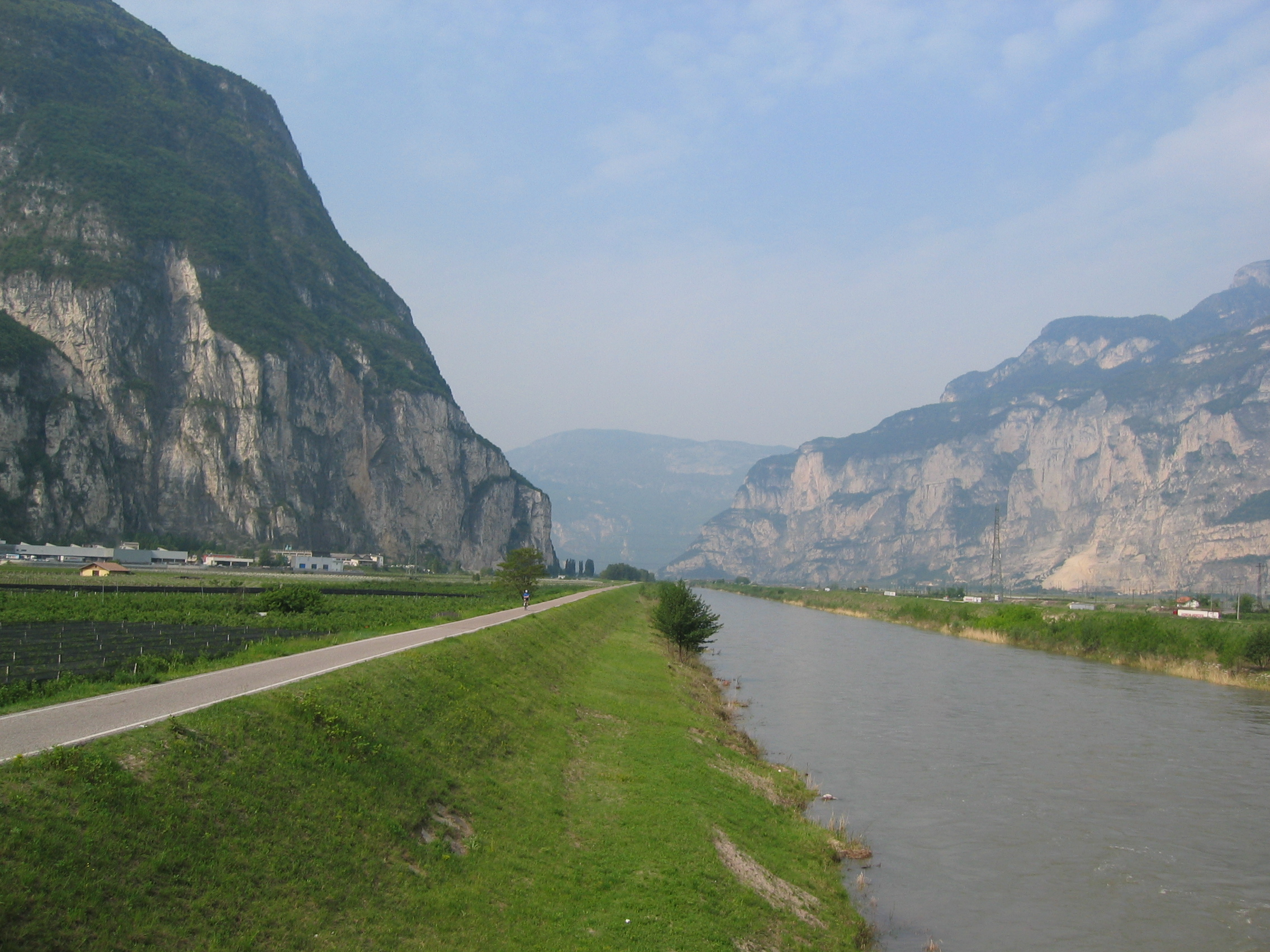
Blick von der Salurner Klause Richtung Süden

Die Salurner Klause (italienisch Chiusa di Salorno bzw. Stretta di Salorno) ist ein Abschnitt des Etschtals im Grenzgebiet zwischen Südtirol und dem Trentino (Italien). Die Salurner Klause gilt traditionell als deutsch-italienische Sprachgrenze.

## Topografie
Auf einer Höhe von 207 m s.l.m. bei den Dörfern Salurn und Roveré della Luna macht das Tal der bis hierhin das Unterland in Nord-Süd-Richtung durchfließenden Etsch einen Knick nach Südwesten. Dieser Knick zwischen den Felsabstürzen des Geiers auf der orographisch linken und des Fennbergs auf der orographisch rechten Seite wird als Klause bezeichnet. Allerdings handelt es sich hierbei nicht wirklich um eine Engstelle: Der flache landwirtschaftlich genutzte Talboden ist weiterhin verhältnismäßig breit und für die Brennerbahn, Brennerautobahn, Brennerstaatsstraße und den Etsch-Radweg (auf Südtiroler Seite Radroute 1 „Brenner–Salurn“) ohne Einschränkung passierbar.

## Geschichte

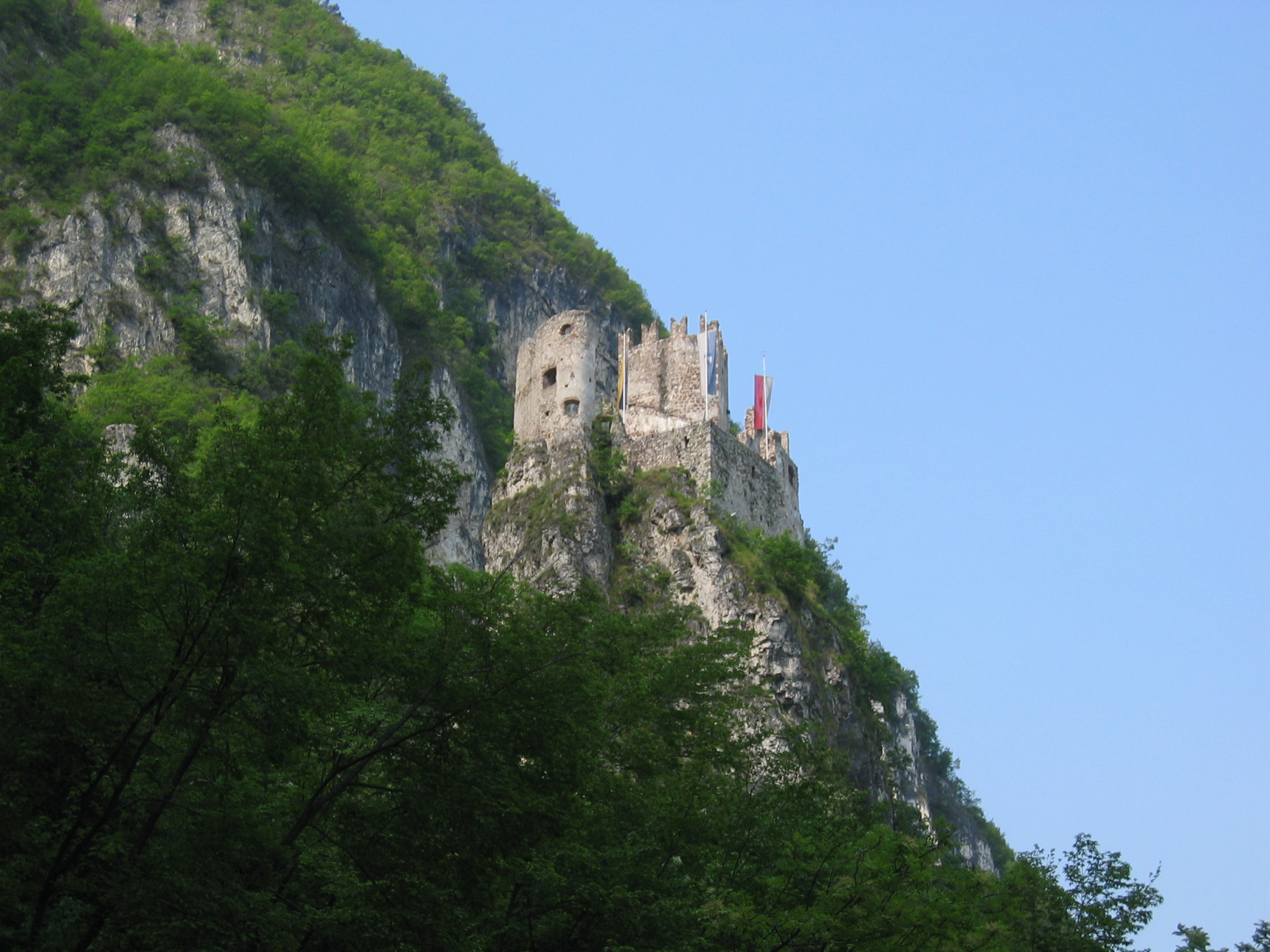
Die Haderburg

Die Haderburg, die auf einem steil aufragenden Felsen am Nordhang des Geiers die Salurner Klause bewacht, geht vermutlich auf das frühe 12. Jahrhundert zurück. Die Klause selbst wird erstmals um 1330 urkundlich als „Salurner Chlause“ genannt.
Eine – wenn auch nicht konsistente – Sprachscheide zwischen Nord und Süd entwickelte sich an der Salurner Klause ca. ab 1600 (zunächst links der Etsch) und verfestigte sich erst im 19. Jahrhundert. Die neuere Forschung hat geltend gemacht, dass das Gebiet als „vormodern zu denkende Übergangslinie“ zu sehen sei, welche durch die Überschneidung von divergenten Rechtskreisen und Herrschaftsräumen (Grafschaft Tirol, Erzbistum Trient) gekennzeichnet war. Die Vorstellung von kompakt einander gegenüber stehenden ethnischen Räumen ist erst den im 19. Jahrhundert popularisierten Nationalismen geschuldet, für die die Salurner Klause zum Symbolort für Abwehr- oder Eroberungskämpfe aufrückte. Dementsprechend galt der Talboden zwischen Geier und Fennberg seither sowohl als sprachliche wie auch als kulturelle Grenze zwischen den geschlossenen deutsch- und italienischsprachigen Siedlungsgebieten.
Teile des italienischen Irredentismus (die sogenannten „salornisti“ um Cesare Battisti) befürworteten die Errichtung der zukünftigen italienisch-österreichischen Staatsgrenze an der Salurner Klause. Nachdem Italien nach dem Ersten Weltkrieg das historische Tirol bis zum Alpenhauptkamm zugesprochen bekommen hatte, äußerte Benito Mussolini die Zielsetzung, die Idee einer sprachlich-kulturellen Grenze bei Salurn im Zuge der Italianisierung Südtirols in Vergessenheit geraten zu lassen. Dementsprechend wurde 1927 die Grenze zwischen den beiden jungen Provinzen Bozen und Trient weiter nördlich bei Branzoll gezogen. Dennoch galt die Salurner Klause weiterhin als südlicher Eckpfeiler des „deutschen“ Südtirol, wie es etwa im Bozner Bergsteigerlied von Karl Felderer implizit eingegrenzt worden war. Im demokratischen Italien der Nachkriegszeit gab es wiederholt politische Initiativen (darunter die Protestkundgebung von Castelfeder), in denen eine Angliederung des Unterlands an die Provinz Bozen bzw. eine Grenzziehung an der Salurner Klause angemahnt wurde. Diese Forderungen hatten letztlich Erfolg, und seit dem 1. Januar 1948 verläuft die Grenze zwischen dem mehrheitlich deutschsprachigen Südtirol und dem fast ausschließlich italienischsprachigen Trentino zwischen Salurn und Roverè della Luna.